# Пак Те Чун (тхеквондист)
Пак Те Чун (кор. 박태준, нар. 6 червня 2004, Ульсан, Південна Корея) — південнокорейський тхеквондист, олімпійський чемпіон 2024 року, чемпіон світу та Азії.

## Виступи на Олімпіадах
| Олімпіада  | Дисципліна | Місце |
| ---------- | ---------- | ----- |
| Париж 2024 | до 58 кг   | 1     |